# STANAG 4569

A NATO zászlaja

A STANAG 4569 jelű NATO-szabvány (STANAG) a logisztikai járművek és a könnyen páncélozott harcjárművek különböző fenyegetésekkel szembeni védettségi szintjét határozza meg. Egyszerűbben fogalmazva: azt mutatja, hogy mennyire lövedék- és robbanásálló egy jármű.

## Első szintű védelem (Level 1)
Ezzel a védettségi szinttel rendelkező jármű védett kell legyen a következőkkel szemben:

### Lövedékek elleni védettség
- 7,62×51 mm NATO (M80) 30 méterről  833 m/s sebességű lövedék
- 5,56×45 mm NATO (SS109) 30 méterről  910 m/s sebességű lövedék
- 5,56×45 mm NATO (M193) 30 méterről 930 m/s sebességű lövedék

Mindhárom lövedék ellen azonos védelmet kell biztosítani.

### Gránát és akna robbanás ellen védettség
- kézigránát, kazettás lőszerek még fel nem robbant töltet és más élő erő elleni robbanó fegyverek közvetlenül a jármű alatt felrobbantva.

### Tüzérség ellen védettség
- 520 m/s sebesség 20 mm-es repeszet szimuláló lövedékkel (FSP) szembeni védelem 100 méterről. (Mivel nagy alacsony a valószínűsége, hogy egy ekkor méretű repesz ekkora sebességgel rendelkezzem, így ez az előírás opcionális - enélkül is "jár" a Level 1 minősítés a szabvány értelmében)

Repesz becsapódási szög: vízszintesen körkörös (360 fok), függőlegesen 0–18 fok

## Második szintű védelem (Level 2)
Ezzel a védettségi szinttel rendelkező jármű védett kell legyen a következőkkel szemben:

### Lövedékek elleni védettség
- 7,62×39 mm (API BZ) kemény magvas páncéltörő lövedék 30 méterről  695 m/s sebességgel

### Gránát és akna robbanás ellen védettség
- 6 kg robbanóanyagot tartalmazó akna közvetlenül a kerekek, lánctalpak (2a szint) vagy a jármű közepe (2b szint) alatt felrobbantva.

### Tüzérség ellen védettség
- 155 mm-es repesz romboló gránát hatásai ellen 80 méterről

Repesz becsapódási szög: vízszintesen körkörös (360 fok), függőlegesen 0–22 fok

## Harmadik szintű védelem (Level 3)
Ezzel a védettségi szinttel rendelkező jármű védett kell legyen a következőkkel szemben:

### Lövedékek elleni védettség
- 7,62×51mm NATO kemény magvas páncéltörő lövedék 30 méterről  930 m/s sebességgel

Lövedék becsapódási szög: vízszintesen körkörös (360fok), függőlegesen 0-30 fok

### Gránát és akna robbanás ellen védettség
- 8 kg robbanóanyagot tartalmazó akna közvetlenül a kerekek, lánctalpak (3a szint) vagy a jármű közepe (3b szint) alatt felrobbantva.

### Tüzérség ellen védettség
- 155 mm-es repesz romboló gránát hatásai ellen 60 méterről

Repesz becsapódási szög: vízszintesen körkörös (360 fok), függőlegesen 0–30 fok

## Negyedik szintű védelem (Level 4)
Ezzel a védettségi szinttel rendelkező jármű védett kell legyen a következőkkel szemben:

### Lövedékek elleni védettség
- 14,5×114 mm AP / B32 páncéltörő lövedék 200 méterről  911 m/s sebességgel

Lövedék becsapódási szög: vízszintesen körkörös (360 fok), függőlegesen 0 fok

### Gránát és akna robbanás ellen védettség
- 10 kg robbanóanyagot tartalmazó akna közvetlenül a kerekek, lánctalpak (4a szint) vagy a jármű közepe (4b szint) alatt felrobbantva.

### Tüzérség ellen védettség
- 155 mm-es repesz romboló gránát hatásai ellen 30 méterről

## Ötödik szintű védelem (Level 5)
Ezzel a védettségi szinttel rendelkező jármű védett kell legyen a következőkkel szemben:

### Lövedékek elleni védettség
- 25 mm APDS-T (M791) vagy TLB 073 lövedék  200 méterről  1258 m/s sebességgel

Lövedék becsapódási szög: jármű középvonalától jobbra-balra 30 fok vízszintesen, függőlegesen 0 fok

### Gránát és akna robbanás ellen védettség
megegyezik a 4-es szinttel - a szabvány ötödik szintje nem tér ki erre külön.

### Tüzérség ellen védettség
- 155 mm-es repesz romboló gránát hatásai ellen 25 méterről

Repesz becsapódási szög: vízszintesen körkörös (360 fok), függőlegesen 0–90 fok

## Hatodik szintű védelem  (Level 6)
Ezzel a védettségi szinttel rendelkező jármű védett kell legyen a következőkkel szemben:

### Lövedékek elleni védettség
- 30 mm APFSDS vagy AP páncéltörő lövedék  500 méterről

Lövedék becsapódási szög: jármű középvonalától jobbra-balra 30 fok vízszintesen, függőlegesen 0 fok

### Gránát és akna robbanás ellen védettség
- megegyezik a 4-es szinttel - a szabvány hatodik szintje nem tér ki erre külön.

### Tüzérség ellen védettség
- 155 mm-es repesz romboló gránát hatásai ellen 10 méterről

Repesz becsapódási szög: vízszintesen körkörös (360 fok), függőlegesen 0–90 fok

## Példák
Alább olvasható néhány példa napjainkban is használt katonai járművek védelmére vonatkozóan.
| Jármű típus    | Kategória | Ország                    | Védettségi szint | Megjegyzés                                                    |
| -------------- | --------- | ------------------------- | ---------------- | ------------------------------------------------------------- |
| BTR–80         | IFV       | Oroszország               | Level 2          | aknák ellen csak Level 1                                      |
| BMP–1 és BMP–2 | IFV       | Oroszország               | Level 3          | aknák ellen csak Level 1                                      |
| BMP–3          | IFV       | Oroszország               | Level 4          |                                                               |
| Kurganyec–25   | IFV       | Oroszország               | Level 5          | Szakértők által becsült védelmi szint, pontos adat nem ismert |
| Bumerang (8×8) | IFV       | Oroszország               | Level 4          | Szakértők által becsült védelmi szint, pontos adat nem ismert |
| Gidrán         | MRAP      | Magyarország              | Level 3          |                                                               |
| JLTV           | MRAP      | Amerikai Egyesült Államok | Level 1          | Level 3 szintre hozható a B-páncélcsomaggal                   |
| Lynx           | IFV       | Németország               | Level 5          | Szemből Level 6 - 30mm-es lövedékek ellen védett              |
| Marder         | IFV       | Németország               | Level 5          |                                                               |
| Puma           | IFV       | Németország               | Level 4, Level 6 | Alappáncél Level 4, a C-páncélcsomaggal Level 6               |
| M2 Bradley     | IFV       | Amerikai Egyesült Államok | Level 4          |                                                               |
| PzH–2000       | SPH       | Németország               | Level 4          |                                                               |

## Fordítás
Ez a szócikk részben vagy egészben  a   STANAG 4569 című angol Wikipédia-szócikk fordításán alapul.  Az eredeti cikk szerkesztőit annak laptörténete sorolja fel. Ez a jelzés csupán a megfogalmazás eredetét és a szerzői jogokat jelzi, nem szolgál a cikkben szereplő információk forrásmegjelöléseként.